# Església Ortodoxa Copta

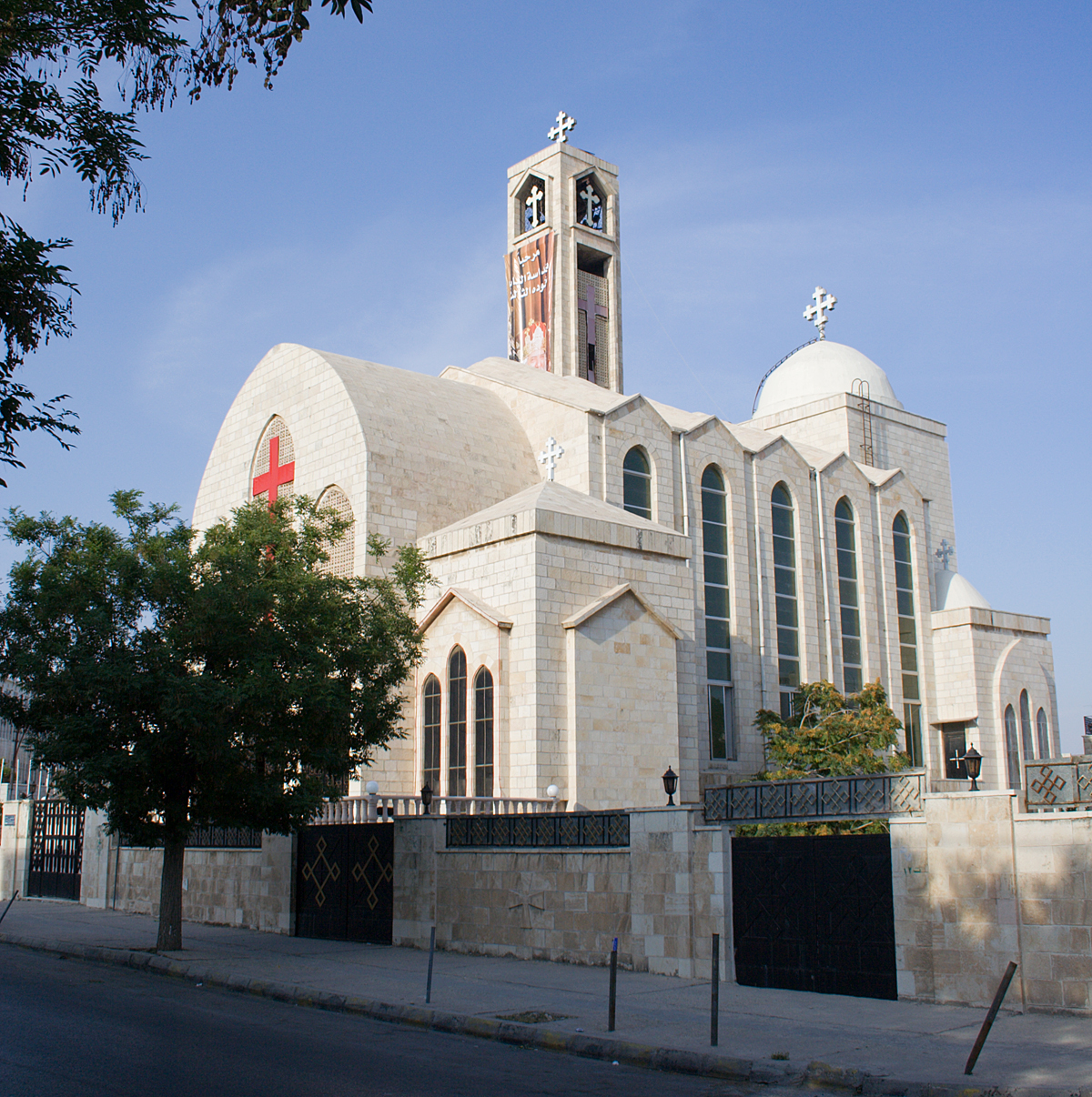
Església copta a Amman (Jordània.)

L'Església ortodoxa copta (copte: Ϯⲉⲕ̀ⲕⲗⲏⲥⲓⲁ ⲛ̀ⲣⲉⲙⲛ̀ⲭⲏⲙⲓ ⲛ̀ⲟⲣⲑⲟⲇⲟⲝⲟⲥ, Ti-eklisia en-remenkimi en-orthodhoxos, lit. ‘Església ortodoxa egípcia’; àrab: الكنيسة القبطية الأرثوذكسية, al-Kanīsa al-Qubṭiyya al-Urṯūḏuksiyya) o Patriarcat copte ortodox d'Alexandria és una de les Esglésies ortodoxes orientals, fundada a Egipte per l'apòstol Marc el primer o tercer any del regnat de l'emperador Claudi (41/42 o 43/44).
L'església dels coptes forma part de les Esglésies ortodoxes orientals, que es van separar en el concili de Calcedònia l'any 451, i que han evolucionat independentment. Segons la seva tradició, l'Església copta és la forma original i autòctona del cristianisme que l'apòstol Marc va establir a Egipte a mitjan segle i (aproximadament, l'any 60). La paraula copte és la derivació del vocable àrab qubt ('egipci'), que alhora prové del grec ekyptos (Αiγυπτος). El símbol de la creu de Crist es va començar a emprar a Alexandria, entre els cristians coptes; va ser un costum que va néixer allí; se sap que no existia en les catacumbes ni en el làbarum de Constantí, que duia un crismó (anagrama críptic de Jesucrist, representat per una X i una P sobreposades, normalment en un cercle). El primat actual de l'Església és Teodor o Tauadros II, patriarca d'Alexandria.